# I. e. 221
Évszázadok: i. e. 4. század – i. e. 3. század – i. e. 2. század
Évtizedek: i. e. 270-es évek – i. e. 260-as évek – i. e. 250-es évek – i. e. 240-es évek – i. e. 230-as évek – i. e. 220-as évek – i. e. 210-es évek – i. e. 200-as évek – i. e. 190-es évek – i. e. 180-as évek – i. e. 170-es évek
Évek: i. e. 226 – i. e. 225 – i. e. 224 – i. e. 223 –  i. e. 222 – i. e. 221 – i. e. 220 – i. e. 219 – i. e. 218 – i. e. 217 – i. e. 216

## Események

### Hellenisztikus birodalmak
- Egyiptomban Szószibiosz főminiszter veszi át a kormányzat irányítását, míg IV. Ptolemaiosz főleg kicsapongásainak él. Szószibiosz kivégezteti a fáraó uralmát veszélyeztető rokonait: nagybátyját, Lüszimakhoszt; öccsét, Magaszt és anyját, Berenikét.
- Ptolemaiosz házi őrizetbe helyezteti a menekült spártai királyt, III. Kleomenészt, akit összeesküvéssel gyanúsítanak.
- A Szeleukida Birodalomhoz tartozó Média kormányzója, Mólosz fellázad, mert gyűlöli az újonnan kinevezett főminisztert, Hermeiaszt. Jelentős sereget gyűjt össze és uralma alá vonja a Tigris folyótól keletre eső régiót. A folyón való átkelésben megakadályozzák, de aztán sikerül meglepnie az ellene küldött haderőt, amelyet megsemmisít, majd átkel a Tigrisen és elfoglalja Szeleukeiát.
- III. Antigonosz makedón király meghal egy illírek ellen vívott csata során. Utódja 17 éves unokaöccse, V. Philipposz.

### Karthágó
- Egy kelta rabszolga meggyilkolja Hasdrubalt, az ibériai pun birtokok kormányzóját és ottani hadsereg vezérét. Az új hadvezér Hamilcar Barca fia, Hannibal.
- Hannibal azonnal elkezdi a karthágói uralom megerősítését és kiterjesztését. Keltibér hercegnőt vesz feleségül, majd fegyverrel számos törzset meghódít.

### Róma
- Publius Cornelius Scipio Asinát és Marcus Minucius Rufust választják consulnak. Quintus Fabius Maximus Verrucosust ceremoniális céllal dictatorrá nevezik ki.
- Caius Flaminius megépítteti a második római kocsiversenypályát, a Circus Flaminiust.

### Kína
- Csin állam utolsó ellenfele, Csi állam harc nélkül megadja magát. Csin királya, Cseng ezáltal egyesíti egész Kínát, kikiáltja magát az Első Császárrá és véget vet a hadakozó fejedelemségek korszakának.

## Halálozások
- III. Antigonosz Dószón, makedón király
- II. Bereniké, egyiptomi királynő
- Hasdrubal, karthágói hadvezér
- Lucius Caecilius Metellus, római hadvezér és államférfi

## Fordítás
- Ez a szócikk részben vagy egészben  a(z)   221 BC című angol Wikipédia-szócikk ezen változatának fordításán alapul.  Az eredeti cikk szerkesztőit annak laptörténete sorolja fel. Ez a jelzés csupán a megfogalmazás eredetét és a szerzői jogokat jelzi, nem szolgál a cikkben szereplő információk forrásmegjelöléseként.